# Ornamentació (música)
L'ornamentació en música és el corpus teòric referent als ornaments que es practiquen en la música d'un determinat context, que normalment queda definit per un espai i una cronologia, però a voltes també per un estil i/o per un gènere musical.
En altres ocasions el mot es refereix al repertori d'ornaments practicables en un determinat context.
Finalment, també es pot referir al procés o a la pràctica d'ornamentar una composició musical, és a dir de decidir quins són els ornaments que hi calen, i de determinar-ne l'execució concreta. Especialment des d'aquest punt de vista, l'ornamentació afecta tant a la composició -en aquells casos en què l'acte compositiu incorpora la determinació de quins ornaments inclou l'obra- com a la interpretació, especialment en aquells estils en els quals l'ornamentació no és marcada per l'autor sinó que es deixa -en major o menor grau- en mans de l'intèrpret que aplica unes normes concretes.

## El concepte i els agents de l'ornamentació
Exemple d'ornamentació en una melodia tradicional de Bulgària. (?·pàg.)
El mateix concepte d'ornamentació implica la conceptualització que en l'obra musical -en la seva composició i en la seva interpretació- hi ha uns elements la funció dels quals és l'embelliment i enriquiment, atès que aquesta és la funció essencial de tot ornament; és a dir: quelcom que es juxtaposa a allò que és bàsic, o essencial o estructural. El cas és, però, que molts estils musicals precisen absolutament de l'aplicació d'un determinat tipus d'ornamentació. Així, alguns estils tradicionals no serien concebibles sense els seus característics salts entre veu natural i de falset, o altres sense els glissandi; de manera semblant, la música barroca francesa sense ornaments com el trinat o l'appoggiatura, o la música contemporània per a flauta travessera sense el frullato.
Mentre que en les músiques popular i tradicional aquests elements han tingut, fins a èpoques recents, la seva pròpia evolució, en el terreny de la música clàssica europea, els compositors, els intèrprets i els teòrics de la música han jugat papers d'una importància i un pes variable en aquesta qüestió. En uns casos han estat els compositors els que han deixat fixat a les seves partitures (amb un rigor comparable al de la resta d'elements que constituïen les seves obres) com calia ornamentar aquestes obres. En altres moments han estat els intèrprets els que han ornamentat anant més enllà del que es pogués deduir de l'estricta lectura de la partitura i establint, així, les normes d'estil interpretatiu. En altres, els teòrics han fet aportacions importants cara a la codificació de les pràctiques ornamentadores en un determinat context.

## Història
Els primers tractats teòrics sobre ornamentació van aparèìxer a Europa cap a finals del segle xvi recollint aquelles pràctiques que els cantants i els instrumentistes havien difós sobretot al llarg de la segona meitat d'aquell segle. Per una banda eren les disminucions o ornaments consistents sobretot a fragmentar les melodies que -sobre el paper- eren constituïdes per notes amb valors llargs en altres de valor més reduït. De l'altra, eren petites fórmules melòdiques -que a Itàlia es coneixen amb el nom d'afetti- que donarien lloc als ornaments melòdics que reconeixem més habitualment com a tals: el trinat, el grupet, etc.
 Exemple d'ornament (un trinat) sobre la darrera nota d'una frase. (?·pàg.)
Aquest segon grup d'ornaments es van codificar força més -així com uns sistemes per indicar-los de forma abreujada- a França durant el Barroc (segle xvii), sense que s'arribés mai a establir un sistema única d'escriptura i d'interpretació. La vinculació d'aquest tipus d'ornamentació a la pràctica musical pròpia del Barroc francès va ser tan gran que sovint se l'ha anomenat ornamentació francesa, distingint-la de les disminucions que sovint es consideren ornamentació italiana, també en el període del Barroc. Compositors com Arcangelo Corelli, especialment en el moviment (música) lents dels seus concerts, escriuen valors llargs amb la seguretat que els mateixos intèrprets sabran com aplicar aquest art de les disminucions. Semblantment, la majoria de compositors d'òpera a les acaballes del Barroc sabien que els cantants, màximes estrelles dels teatres d'òpera ornamentarien les tornades de les seves àries da capo amb una profusió que va anar en ràpid augment, en ares de l'exhibició del virtuosisme del cantant malgrat que això pogués anar en detriment d'altres valors de l'obra. Per això alguns autors de l'època -Johann Sebastian Bach entre altres- optaren per escriure la totalitat dels ornaments desitjats en les seves obres. Malgrat tot, atès que l'ornament no s'escriu com a tal sinó que se n'escriu un signe que l'identifica, a voltes l'execució d'aquests ornaments no presenta una única possibilitat, esdevé problemàtica, i la seva resolució i execució esdevé una labor d'especialistes en la interpretació d'aquell estil en concret. Per això l'ornamentació ha esdevingut una matèria de gran importància en la formació de tot músic que aspira a ser un especialista en la interpretació de la música antiga.
 Preludi per a clavicèmbal, de François Copuerin, amb una notable profusió d'ornamentació francesa. (?·pàg.)
Aquesta tendència augmentà encara més en el Classicisme i en els períodes i estils posteriors, al mateix temps que augmentava el grau de rigor i d'exactitud que, en general, els compositors mostraven a l'hora d'expressar per escrit la seva voluntat.